# La Fabrique du sexe
Essai sur le corps et le genre en Occident
La fabrique du sexe :  essai sur le corps et le genre en Occident est la traduction française d'un ouvrage de référence, Making sex: body and gender, from the greeks to Freud, publié en 1990 aux États-Unis par Thomas W. Laqueur. 
L'auteur y décrit l'évolution de la vision occidentale des caractéristiques sexuelles depuis l'antiquité jusqu'au début du XXe siècle, avec la transition au XVIIIe siècle entre un modèle « unisexe », dans lequel le « genre était fondateur quand le sexe n’en était que la représentation », et un modèle à « deux sexes », au moment où « le sexe tel que nous le connaissons devint fondateur, le genre social n’en étant plus que l’expression ». L'auteur démontre ainsi que le sexe est aussi culturel que le genre.

## Thèse
Un premier modèle, pertinent déjà dans l’antiquité et jusqu'au XVIIIe siècle, était celui du « sexe unique », selon lequel le vagin est vu comme un pénis intérieur, l'utérus comme un scrotum, les ovaires comme des testicules. Ces différences sont négligeables : les organes de la femmes sont simplement à l'intérieur du corps quand ceux de l'homme sont à l'extérieur. L'anatomie du sexe féminin reflète l'idée que la femme serait une version imparfaite de l'homme. Le corps n'est qu'une représentation du genre social. La catégorie sociale du genre est naturelle, et elle définit le sexe. 

« Pendant le plus clair du XVIIe siècle, être homme ou femme c'est tenir un rang social, assumer un rôle culturel, et non être organiquement de l'un ou l'autre sexe. Le sexe était encore une catégorie sociologique, non pas ontologique. »

Un deuxième modèle, celui de la différence sexuelle, ou des « deux sexes », domine la pensée post-Lumières. La femme est alors l'opposée de l'homme avec des organes, des fonctions et des sentiments incommensurablement différents. C'est à cette époque que le vocabulaire de l'anatomie génitale se précise.
Cette naturalisation a une importance considérable.  Elle porte de nouvelles manières de perception de soi et elle apporte un fondement naturaliste à l'organisation rationnelle de la société du XIXe siècle. 
L'ouvrage se termine avec Freud, qui a donné une version moderne de la théorie du sexe unique : il a nié les aspects biologiques pour insister sur le fait que, lorsqu'une fille devient une femme, le lieu de son plaisir sexuel se déplace du clitoris au vagin. Elle devient ce que la culture exige malgré le corps, et non à cause de lui. Pour reprendre le célèbre dicton de Freud, Laqueur postule que le destin est l'anatomie, le sexe est un artifice.

## Réception
L'ouvrage a été accueilli avec enthousiasme par les chercheurs sur le sexe et le genre,,. Michelle Perrot en parle ainsi : 

« Ce livre remarquable situé dans le sillage de Michel Foucault et de son Histoire de la sexualité montre comment s’est effectuée à partir du XVIIIe siècle, avec l’essor de la biologie et de la médecine, une “sexualisation” du genre qui était jusque-là pensée en termes d’identité ontologique et culturelle beaucoup plus que physique… Le genre désormais se fait sexe, comme le Verbe se fait chair. »

Avec le temps, la thèse centrale du livre s'est imposée comme celle de référence pour faire l'histoire du genre et du sexe, bien qu'elle soit en réalité largement critiquée et souvent considérée comme trop simpliste - ce qui explique son succès selon certaines - par la recherche actuelle en histoire de la médecine.
L'essentiel des critiques portent sur la prétendue inexistence d'un modèle à deux sexes avant le XVIIIe siècle et sur la méthode historiographique employée, qu'il hérite du post-structuralisme.
Jean-Hugues Déchaux, s'il ne nie pas le passage d'un modèle à un autre, lui reproche d'être imprécis quant aux raisons historiques qui le justifient, il lui reproche d'établir le passage du modèle unisexe au modèle à deux sexes sans véritablement l'expliquer autrement que par un catalogue de raisons qu'il n'analyse jamais. Il reconnaît néanmoins le mérite du livre à démontrer que le sexe est tout aussi construit socialement que le genre et conçoit que les deux modèles proposés sont deux stratégies rhétoriques servant à légitimer la permanence historique de l'inégalité des femmes.
L'ouvrage a été cependant critiqué en 2001 par Annick Jaulin, sur des points de méthodologie, qu'elle trouve pertinent sur les derniers chapitres traitant de l'histoire de la médecine et affirme même qu'il est « précieux sur les débats médicaux relatifs à la construction des "faits" sexuels à la fin du siècle dernier » mais inutile quant à la démonstration de ce que son titre indique. Elle considère qu'il est abusif de considérer le modèle antique comme un modèle « unisexe » où le genre serait premier par rapport au sexe car il ne le cadre pas toujours, bien qu'il soit acquis que l'antiquité n'a pas de modèle biologique - cette science apparaissant au siècle des Lumières.
Au contraire d'Annick Jaulin, Sylvie Steinberg considère qu'il y a un modèle d'explication biologique du sexe avant le XVIIIe siècle, qui mobilise des explications différentes et s'inscrit dans une conception cosmologique et théologique qui en justifie la hiérarchie, mais reste critique quant aux thèses de Laqueur. Selon elle, n'y a pas véritablement de passage d'un modèle unisexe à un modèle à deux sexe, car les deux modèles coexistent en amont et en aval du XVIIIe siècle. Plutôt que de parler de modèle unisexe elle propose de se référer à un continuum humoral (dans lequel les caractères sexuels secondaires n'existent tout simplement pas) qui caractérise mieux l'approche anatomique du corps et la psychologie des caractères d'avant le XVIIIe siècle et les liens qu'elles entretiennent.
En revanche, Sylvie Steinberg rejoint les critiques d'Annick Jaulin (et par extension de Jean-Hugues Déchaux) quant aux incertitudes méthodologiques de Laqueur, qui hésite entre une manière traditionnelle de faire de l'histoire et une manière post-moderne héritée de Michel Foucault. L'ouvrage ne tranche pas mais témoigne des débats qui ont agité la discipline historique à l'époque de sa rédaction et dont nous ne sommes toujours pas sortis aujourd'hui.
En 2013, Helen King fait la première grande critique systématique de la thèse de Laqueur dans son ouvrage The One-Sexed Body on Trial, elle soutient, dans la lignée de Sylvie Steinberg, qu'aucune période historique où le modèle unisexe aurait été dominant ne peut être clairement identifiée. Le modèle unisexe et le modèle à deux sexes auraient coexisté depuis l'antiquité. L'ensemble de l'ouvrage vise à démontrer que le modèle deux sexes n'est en fait pas une invention moderne. Ainsi, s'il est clair que la médecine hippocratique n'a pas axé la différence des sexes sur les parties génitales, c'est parce que l'ensemble du corps lui permet d'opérer cette distinction, de la même manière qu'elle peut être opérée par la différence des fluides corporels.
D'autre part la recherche actuelle montre qu'à l'inverse de la thèse soutenue par le livre, il existe une très grande diversité de modèles de différenciation sexuelle sur la période du XIIIe au XVIIIe siècle.
Différents auteurs comme Joan Cadden, Katharine Park, Helen King, Lilianne McTavish ou encore Brook Holmes, ont corrigé et précisé de manière critique différents arguments de la thèse de Laqueur.